# Ottilie Baader

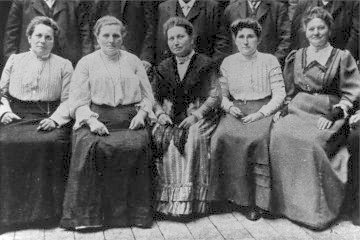
Ottilie Baader

Ottilie Baader (ur. 30 maja 1847 we Frankfurcie nad Menem, zm. 24 lipca 1925 w Berlinie) – niemiecka działaczka socjaldemokratyczna.
Od siódmego roku życia zajmowała się gospodarstwem domowym, zaś od trzynastego pracowała jako krawcowa w Berlinie. Została zwolniona za wzięcie udziału w jednym ze strajków. W latach 1900–1908 przewodziła kobiecemu ruchowi proletariackiemu. Była bojowniczką o prawa kobiet oraz na rzecz bezpieczeństwa kobiet i dzieci pracujących i edukacji płci żeńskiej. Od 1904 do 1917 działała w biurze do spraw kobiet Socjaldemokratycznej Partii Niemiec.